# Relations entre le Monténégro et la Serbie
Cet article décrit les relations entre la Serbie et le Monténégro, deux États des Balkans qui ont partagé une longue histoire commune. Ils sont distincts depuis le référendum de 2006 sur l'indépendance du Monténégro.

## Historique

### De l'unité dans l'oppression au royaume des Slaves du sud
Jusqu'à la Première Guerre mondiale, l'histoire des monténégrins s'est confondue avec celle des Serbes. L'appellation Crna Gora, qui signifie littéralement Montagne Noire ou Monte Negro (Monténégro) en italien  apparaît pour la première fois dans l'histoire, sous le règne de Stefan Uroš II Milutin. En effet le souverain serbe nomma ainsi une commune (aujourd'hui au Monténégro) de son royaume du nom de l'actuelle république.
Avant la Première Guerre mondiale, le Monténégro et la Serbie étaient bien deux états séparés mais il n'existait aucune animosité ni entre ses dirigeants ni entre ses habitants. Les choses se compliquent en 1918, lors d'un vote au parlement du Monténégro où il était question pour le royaume de s'unir avec la Serbie. Une partie des parlementaires refusa cette union. On les appela les verts car leurs noms fut inscrits sur une liste de papier vert. Alors que les parlementaires favorables à l'union furent nommés les blancs car leur nom était évidemment inscrit sur une liste de papier blanc. Il se trouva que les verts furent minoritaires et le Monténégro rejoignit l'union des Serbes croates et slovènes.

### Après l'explosion de la Yougoslavie communiste
En mars 1992, un référendum (voir Référendum de 1992 sur l'indépendance du Monténégro) fut organisé dans la république du Monténégro. Il était question de savoir si le Monténégro devait prendre son indépendance ou rester uni à la Serbie : 95,9 % des votes exprimés se déclarent en faveur de l'union.
En 1992, Milo Đukanović soutenait l'union, il était à l'époque le représentant de Slobodan Milošević au Monténégro. À partir de 1996, pendant la période de la révolte étudiante belgradoise contre Slobodan Milošević, l'ex-dirigeant communiste Đukanović abandonne Milošević. Mais est toujours un partisan de l'union avec la Serbie. C'est après la chute de Slobodan Milošević, en 2000, que Đukanović prend parti pour l'indépendance du Monténégro.
Le 21 mai 2006, un référendum sur l'indépendance du Monténégro est organisé, lequel conduit à la victoire du oui par 55,5 % des voix, de justesse par rapport aux 55 % qui avaient été déclarés nécessaires pour proclamer l'indépendance. De ce fait, le Monténégro proclame son indépendance le 3 juin, laquelle est reconnue dans les jours qui suivent par la Serbie et la communauté internationale.

## Tensions récentes entre les États
Depuis 2006, les relations entre la Serbie et le Monténégro se heurtent à plusieurs obstacles. Linguistique, malgré l'indépendance 43 % des monténégrins déclarent parler le serbe, 37 % parlent le monténégrin, et le reste parlent une autre langue dans les faits les Serbes et les monténégrins (ainsi que les Croates et les Bosniaques) parlent la même langue que l'on appelait le serbo-croate. L'autre point d'achoppement, entre le gouvernement monténégrin et serbe, est le statut de l'Église orthodoxe serbe. En effet, le gouvernement du Monténégro, pour lutter contre l'influence de l'Église orthodoxe serbe, a encouragé la création de l'Église orthodoxe monténégrine (non reconnu par les autres Églises orthodoxes ). À la suite de la création de l'Église monténégrine, l'État l'a soutenu dans sa politique de récupération des édifices religieux qu'elle considérait comme lui appartenant. Mais ces édifices étaient déjà occupés par l'Église orthodoxe serbe. Pour régler ce différend religieux, l'Église orthodoxe russe se place en médiateur, elle aurait proposé à l'Église monténégrine de prendre le statut d'Église autonome mais au sein de l'Église orthodoxe serbe. Cette solution n'est pas une première, elle a été déjà adoptée en Ukraine pour résoudre le problème qu'a rencontré l'Église orthodoxe russe avec la déclaration d'indépendance de la république d'Ukraine.